# Sphenotoma squarrosum
Sphenotoma squarrosum är en ljungväxtart som först beskrevs av Robert Brown, och fick sitt nu gällande namn av George Don jr. Sphenotoma squarrosum ingår i släktet Sphenotoma och familjen ljungväxter. Inga underarter finns listade i Catalogue of Life.